# 三重県道642号国府白子停車場線
三重県道642号国府白子停車場線（みえけんどう642ごう こうしろこていしゃじょうせん）は、三重県鈴鹿市を通る一般県道である。

## 概要
鈴鹿市国府町から鈴鹿市白子本町に至る。
白子町交差点（国道23号交点） - 近鉄名古屋線 白子駅までの区間以外は、他線との重複区間である。

### 路線データ
- 起点：鈴鹿市国府町（字貝下1556-3番地先[1]：本郷交差点、三重県道41号亀山鈴鹿線上、三重県道54号鈴鹿環状線交点）
- 終点：鈴鹿市白子本町（近鉄名古屋線 白子駅前、三重県道551号白子停車場線起点）
- 総延長：442 m[注釈 1]

## 路線状況

### 重複区間
- 三重県道41号亀山鈴鹿線（鈴鹿市国府町・本郷交差点（起点） - 鈴鹿市白子町・白子町交差点）

## 地理

### 通過する自治体
- 鈴鹿市

### 交差する道路
| 交差する道路                                               | 交差する場所 | 交差する場所      |
| ---------------------------------------------------------- | ------------ | ----------------- |
| 三重県道41号亀山鈴鹿線 重複区間起点 三重県道54号鈴鹿環状線 | 国府町       | 本郷交差点 / 起点 |
| 三重県道643号三行庄野線                                    | 住吉3丁目    | 住吉三丁目3交差点 |
| 国道23号 / 中勢バイパス                                    | 野町         | 野町西交差点      |
| 三重県道645号上野鈴鹿線                                    | 野町東1丁目  | 野町東交差点      |
| 国道23号 三重県道41号亀山鈴鹿線 重複区間終点               | 白子町       | 白子町交差点      |
| 三重県道551号白子停車場線                                  | 白子本町     | 終点              |

### 交差する鉄道
- 伊勢鉄道伊勢線
- 近鉄名古屋線

### 沿線
- 鈴鹿市立平田野中学校
- 国府郵便局
- 石垣池
- 伊勢鉄道伊勢線 玉垣駅
- 鈴鹿市立白子中学校
- 白子郵便局
- そよら鈴鹿白子（旧・白子ショッピングタウンサンズ）
- 近鉄名古屋線 白子駅